# ليكومبت (لويزيانا)
ليكومبت (بالإنجليزية: Lecompte, Louisiana)‏ هي معلم جغرافي تقع في الولايات المتحدة في لويزيانا. يقدر عدد سكانها بـ 1,366 نسمة .

## أعلام
- جاكسون بي. ديفيس
- جيسي هيكمان
- آنا كولينز